# (5241) Beeson
(5241) Beeson – planetoida z pasa głównego planetoid.

## Odkrycie i nazwa
Została odkryta 23 grudnia 1990 roku przez Seijiego Uedę i Hiroshiego Kanedę w obserwatorium astronomicznym w Kushiro. Nazwa pochodzi od Charlotty Beeson (ur. 1990) – brytyjskiej astronomki, która w ramach pracy magisterskiej podjęła się badań w Harvard-Smithsonian Center for Astrophysics na temat: „Metody zwiększenia liczby odkryć obiektów bliskich Ziemi”. Przed nadaniem nazwy planetoida nosiła oznaczenie tymczasowe 1990 YL.

## Orbita
(5241) Beeson obiega Słońce w średniej odległości 3,12 j.a. w czasie 5 lat i 189 dni.